# Amor e Paixão
Amor e Paixão é décimo terceiro álbum de estúdio da cantora brasileira Simone, e foi lançado em 1986. A faixa "Rei por Um Dia" conta com a participação de David Corrêa, Neguinho da Beija-Flor, Dedé da Portela, Domingos do Estácio, Rico Medeiros, Carlinhos da Caprichosos, Flavinho, Ney Vianna, Toninho da Imperatriz e Sobrinho.
"Em Flor" é uma versão de "Too Young", uma canção estadounidense de 1951.
O Grupo Roupa Nova faz participação especial na canção "Amor Explícito", que foi tema da novela Corpo Santo exibida em 1987 pela extinta Rede Manchete.
A canção "Em Flor" também foi incluída em outra trilha sonora de novela. Dessa vez em "Roda de Fogo", exibida entre 1986/1987 pela Rede Globo.

## Faixas
| N.º | Título                                                                                                | Duração |  |
| 1.  | "Amor e Paixão" (Milton Nascimento / Fernando Brant)                                                  |         |  |
| 2.  | "Esquinas" (Djavan)                                                                                   |         |  |
| 3.  | "Tanto e Mais" (Ivan Lins / Vitor Martins)                                                            |         |  |
| 4.  | "Mania de Você" (Rita Lee / Roberto de Carvalho)                                                      |         |  |
| 5.  | "Raras Maneiras" (Tunai / Márcio Borges)                                                              |         |  |
| 6.  | "Em Flor (Too Young)" (Sylvia Dee / Sidney Lippman / Vrs. Ronaldo Bastos)                             |         |  |
| 7.  | "Amor Explícito" (Nico Rezende / Paulinho Lima / Antônio Cícero)                                      |         |  |
| 8.  | "Iolanda" (Pablo Milanés / Chico Buarque)                                                             |         |  |
| 9.  | "Bálsamo" (Sueli Costa / Abel Silva)                                                                  |         |  |
| 10. | "Rei por Um Dia" (Almir de Araújo / Marcos Lessa / Balinha / Hércules Correia / Carlinhos de Pilares) |         |  |